# Трговиште (община)
Трговиште (серб. Трговиште) — община в Сербии, входит в Пчиньский округ.
Население общины составляет 5690 человек (2007 год). Занимаемая площадь — 370 км².
Административный центр общины — село Трговиште. Община Трговиште состоит из 35 населённых пунктов.

## Населённые пункты
- Бабина-Поляна
- Барбаце
- Владовце
- Голочевац
- Горновац
- Горня-Трница
- Горни-Козьи-Дол
- Горни-Стаевац
- Деянце
- Джерекарце
- Доня-Трница
- Дони-Козьи-Дол
- Дони-Стаевац
- Думбия
- Зладовце
- Калово
- Лесница
- Мала-Река
- Марганце
- Мездрая
- Нови-Глог
- Ново-Село
- Петровац
- Пролесье
- Радовница
- Райчевце
- Сурлица
- Трговиште
- Црвени-Град
- Црна-Река
- Црновце
- Шаинце
- Шапранце
- Широка-Планина
- Шумата-Трница

## Статистика населения общины
| Год  | Население, чел. |
| ---- | --------------- |
| 1991 | 7080            |
| 2001 | 6399            |
| 2002 | 6306            |
| 2003 | 6168            |
| 2004 | 6058            |
| 2005 | 5956            |
| 2006 | 5837            |
| 2007 | 5690            |